# Borgonnuòu
Borgon Nuòu (en francès Bourganeuf) és un municipi francès situat al departament de la Cruesa i a la regió de la Nova Aquitània.

## Demografia
| 1962                                       | 1968  | 1975  | 1982  | 1990  | 1999  | 2007  |
| ------------------------------------------ | ----- | ----- | ----- | ----- | ----- | ----- |
| 3.310                                      | 3.804 | 3.637 | 3.738 | 3.385 | 3.163 | 2.948 |
| Des de 1962: població sense dobles comptes |       |       |       |       |       |       |

## Administració
| Període   | Identitat           | Partit |
| --------- | ------------------- | ------ |
| 1989-1995 | Alain Gouzes        | PS     |
| 1995-2001 | Jean-Jacques Lozach | PS     |
| 2001-     | Jean-Pierre Jouhaud | PS     |

## Història
Durant l'edat mitjana Bourganeuf fou la seu de la llengua d'Alvèrnia de l'Orde de Sant Joan de Jerusalem. En aquest indret hi restà empresonat el candidat al tron otomà Gem mentre fou presoner dels hospitalers a finals del segle xv en una torre construïda expressament per a tancar-lo.

## Agermanaments
- Zirndorf